# Gembong, Pati
Gembong är en administrativ by i Indonesien.   Den ligger i provinsen Jawa Tengah, i den västra delen av landet, 500 km öster om huvudstaden Jakarta. Gembong ligger vid sjön Waduk Gembong.